# Talikota
Talikota, Talikoti (kan. ತಾಳೀಕೋಟೆ) – miasto w indyjskim dystrykcie Bijapur w stanie Karnataka. Leży w odległości ok. 85 km od stolicy dystryktu – Bijapuru. Według danych z 2011 populacja miasta osiągnęła 31 693 mieszkańców.
26 stycznia 1565 pod miastem doszło do wielkiej bitwy, w której muzułmanie zniszczyli armię ostatniego wielkiego państwa hinduskiego – Królestwa Widźajanagaru.